# آنجلیکا پیخوویاک
آنجلیکا پیخوویاک (لهستانی: Andżelika Piechowiak؛ زادهٔ ۱۶ سپتامبر ۱۹۸۰) بازیگر اهل لهستان است.
از فیلم‌ها یا مجموعه‌های تلویزیونی که وی در آن‌ها نقش داشته‌است، می‌توان به خانواده جایگزین، در خوشی و سختی، ۳۹ و نیم، پدر متیو، ماگدا ام.، کارآگاهان جنایی، خانه کشیش، ع چون عشق و اجاره‌نشین‌ها اشاره نمود.